# Espadarana callistomma
Espèce
Synonymes
- Centrolene callistommum Guayasamin & Trueb, 2007

Statut de conservation UICN

 LC  : Préoccupation mineure
Espadarana callistomma est une espèce d'amphibiens de la famille des Centrolenidae.

## Répartition
Cette espèce se rencontre de 30 à 500 m d'altitude, :
- en Équateur dans les provinces de Esmeraldas et de Carchi ;
- en Colombie dans les départements de Valle del Cauca et de Chocó.

## Publication originale
- Guayasamin & Trueb, 2007 : A new species of Glassfrog (Anura: Centrolenidae) from the lowlands of northwestern Ecuador, with comments on centrolenid osteology. Zootaxa, no 1447, p. 27-45 (texte intégral).